# Сарата (Бистрица-Насауд)
Сарата (рум. Sărata) насеље је у Румунији у округу Бистрица-Насауд у општини Бистрица. Oпштина се налази на надморској висини од 324 m.

## Становништво
Према подацима из 2002. године у насељу је живело 1039 становника.

### Попис2002.
| Расподела становништва по националности 2002.‍ | Расподела становништва по националности 2002.‍ | Расподела становништва по националности 2002.‍ | Расподела становништва по националности 2002.‍ | Расподела становништва по националности 2002.‍ |
| --------------------------------------------- | --------------------------------------------- | --------------------------------------------- | --------------------------------------------- | --------------------------------------------- |
|                                               |                                               |                                               |                                               |                                               |
| Румуни                                        | Румуни                                        |                                               | 468                                           | 45,1%                                         |
| Мађари                                        | Мађари                                        |                                               | 274                                           | 26,4%                                         |
| Роми                                          | Роми                                          |                                               | 295                                           | 28,4%                                         |